# 开往暗处的的士
《开往暗处的的士》（英語：Taxi to the Dark Side）是一部2007年美国纪录片，由艾力士·吉伯尼执导，获奥斯卡最佳纪录片奖。它讲述的是2002年12月一名名叫迪拉瓦尔的阿富汗出租车司机的故事，他在巴格拉姆空军基地的一个黑牢遭到美国士兵审讯，最后被殴打致死。
它属于《為什麼要民主？》系列，审视了美国的刑讯手段和政策。2007年4月28日，它在纽约翠貝卡電影節首映。

## 剧情

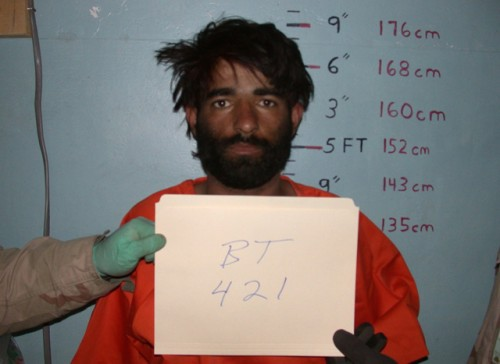
迪拉瓦尔在巴格拉姆监狱的照片。

迪拉瓦尔（Dilawar）本是一个种花生的阿富汗农民，2002年秋离开故乡雅库比（Yakubi），买了一辆新出租车到大城市谋生。2002年12月1日，一名阿富汗军阀以每人1000美元的价格将他和三名乘客交给了美国军方，说他组织了对萨勒诺营地（Forward Operating Base Salerno）的袭击，而实际上军阀才是袭击发动者。
迪拉瓦尔关押在巴格拉姆机场监狱。他被拴在天花板上，士兵通过击打他的大腿来审讯（当时被视为安全的审讯手段），可能由此导致他因血栓死亡。美国军方将他的尸体交还其家人，死亡证明上显示为“他杀”（homicide）。
纪录片采访了《纽约时报》的蒂姆·戈尔登（Tim Golden） 、目击者莫阿扎姆·贝格（Moazzam Begg）以及军方的达米安·科塞蒂（Damien Corsetti；主审官）、安东尼·莫登（Anthony Morden）、克里斯托弗·贝林（Christopher Beiring）。
纪录片称，截至2007年，美军在阿富汗关押的83,000多人中，93%是当地民兵抓来换取美国赏金的。同时，已有105人在被囚期间死亡。

## 评价

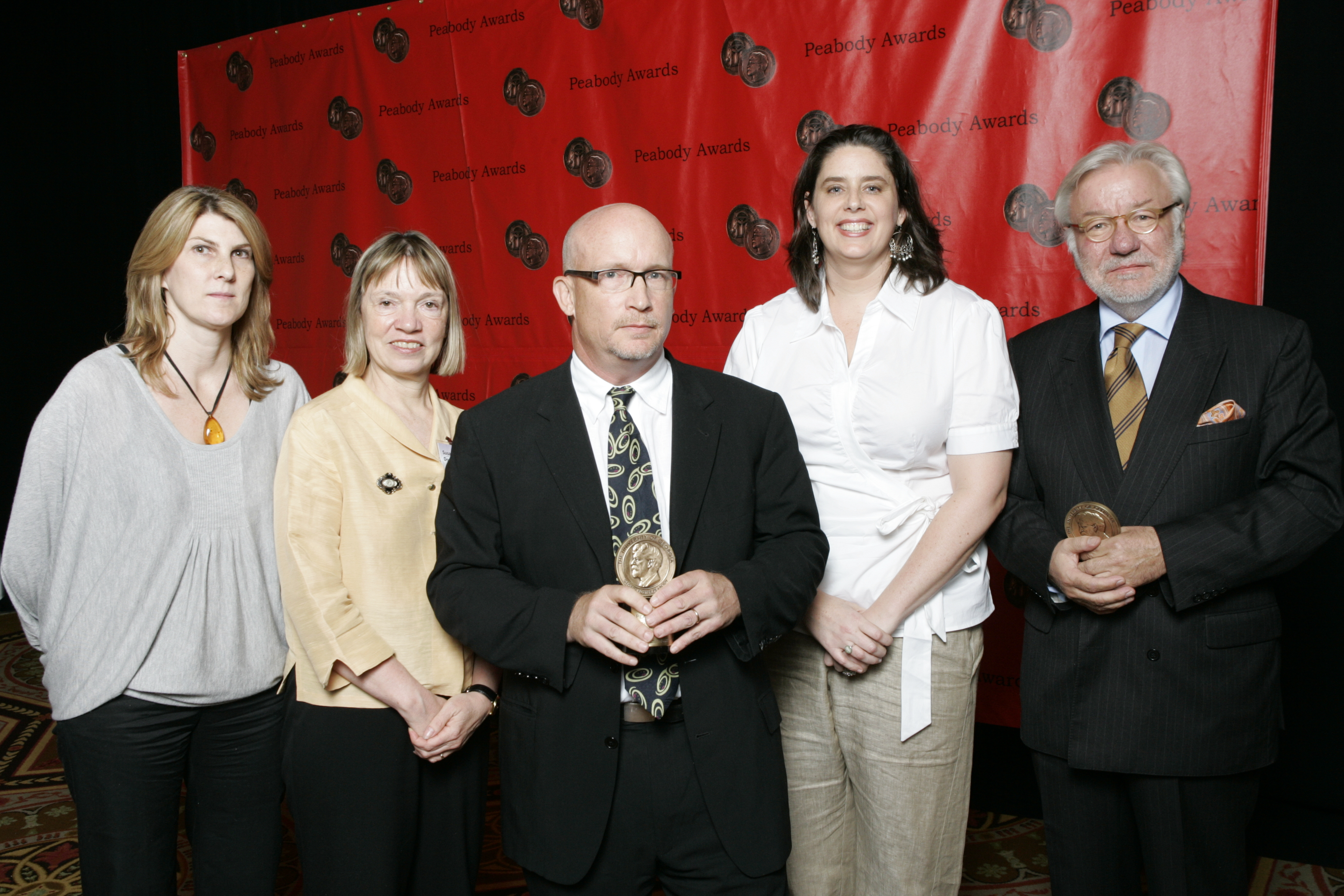
导演吉伯尼和剧组人员出席第67届皮博迪奖颁奖典礼

《首映》将其评为2008年第五佳电影。烂番茄上获得100%好评，Metacritic上得分为82分。
本片于2007年11月入围奥斯卡最佳纪录片奖，2008年2月24日获奖。
它还于2007年获得了皮博迪獎、第60届美国作家协会最佳纪录片剧本奖。

## 争议
2007年6月，探索頻道购买了本片的播出权。然而，2008年2月，由于该纪录片“有争议”，该公司公开表示不再播出此片。随后，HBO购买了该影片播出权，于2008年9月播出。
2008年6月，吉布尼的公司申请仲裁，称THINKFilm在影片上映并获奥斯卡奖后未能妥善发行、宣传。